# Visual FoxPro
Visual FoxPro (VFP) programski je jezik za programiranje baza podataka. Podržava OOP i proceduralno programiranje. Uključuje cjelokupni sistem za izradu programa - editor, RDBMS, i prevoditelj. Jednostavno se spaja s vanjskim bazama podataka (Oracle, Microsoft SQL Server, MySQL...), a potpuno je implementiran i SQL.

## Razvoj
Počeci razvoja VFP-a sežu u 1984. godinu, kada je kompanija Fox Software izdala FoxBASE, xBase kompatibilni jezik. Microsoft kupuje Fox Software 1992. i počinje rad na VFP. Posljednja verzija programa je VFP 9.0 SP2, i prema najavam iz Microsofta, neće se više razvijati.

## Programski primjeri
Hello World primjer:
```
MESSAGEBOX
(
"Hello World"
)

```

### Objekti
```
loForm
 = 
CREATEOBJECT
(
"HiForm"
)

loForm
.Show
(1)

DEFINE
 CLASS Hi
Form
 AS 
Form

  
AutoCenter
 = 
.T.

  
Caption
 = 
"Hello, World"

  
ADD
 OBJECT lblHi as 
Label
 WITH 
;

    
Caption
 = 
"Hello, World!"

ENDDEFINE

```

### Manipulacija bazama podataka
```
&& Kreiranje tablice

CREATE
 TABLE randData (iData I)

&& Popunjavanje tablice slučajnim brojevima - xbase i SQL metoda

FOR
 i = 1 TO 50
    
APPEND
 BLANK
    
REPLACE
 iData WITH (
RAND
() * 100)

    
INSERT
 INTO randData (iData) VALUES (
RAND
() * 100)

ENDFOR

&& Kreiranje strukturalnog indeksa

INDEX
 ON iData TAG iData

CLOSE
 ALL

&& Prikaz sortiranih podataka - xBase komande

USE
 randData

SET
 ORDER TO iData

GO
 TOP

LIST
 NEXT 10  
&& First 10 

SKIP
 81

LIST
 NEXT 10  
&& Last 10

CLOSE
 ALL

&& Prikaz sortiranih podataka SQL komande

SELECT
 * 
;

  
FROM
 randData 
;

  
ORDER
 BY iData DESCENDING

```

### ODBC pristup podacima - SQL način
```
&& Spajanje na ODBC izvor podataka

LOCAL
 nHnd

nHnd
 = 
SQLCONNECT
 (
"ODBCDSN"
, 
"user"
, 
"pwd"
)

&& Izvršavanje SQL komandi

LOCAL
 nResult

nResult
 = 
SQLEXEC
 (nHnd, 
"USE master"
)

IF
 nResult < 0
  
MESSAGEBOX
 (
"MASTER database does not exist!"
)
  
RETURN

ENDIF

&& Preuzimanje podataka s udaljenog 
server
a i spremanje
&& u lokalnu privremenu tablicu (
cursor
)

nResult
 = 
SQLEXEC
 (nHnd, 
"SELECT * FROM authors"
, 
"QAUTHORS"
)

&& Ažuriranje podataka na 
server
u korištenjem parametara

LOCAL
 cAuthorID, cAuthorName

cAuthorID
 = 
"1001"

cAuthorName
 = 
"New name"

nResult
 = 
SQLEXEC
 (nHnd, 
"UPDATE authors SET auth_name = ?cAuthorName WHERE auth_id = ?cAuthorID"
)

&& Zatvaranje izvora podataka

SQLDISCONNECT
(nHnd)

```

## Vanjske poveznice
- Visual FoxPro Microsoft stranice
- Microsoft VFP 9 podrška
- Universal Thread - Online podrška VFP zajednice
- User-defined functions Visual FoxPro (written in C)  Arhivirana inačica izvorne stranice od 1. veljače 2010. (Wayback Machine)